# 福宁文化公园
26°53′04″N 120°01′11″E / 26.88455°N 120.01969°E
福宁文化公园是一座位于中国福建省宁德市霞浦县的公园。占地约500多亩（一说300多亩），是霞浦县首座城市综合性公园，一期工程建设投资1亿元人民币。公园于2010年12月23日开始建设，2013年基本建成。2014年，霞浦县政府开始建设公园二期，预计投资约8000万元人民币，2016年建成。目前，霞浦县已建成公园三期。

## 位置
福宁文化公园整体位于城市中心区，背靠沈海高速，东临站前路，南临山河路，西临汽车部和文化广场，北临商务酒店，西北临近市民广场。并且公园的一部分还位于霞浦县城的主轴线上，所以交通较为便利。

## 园内设施

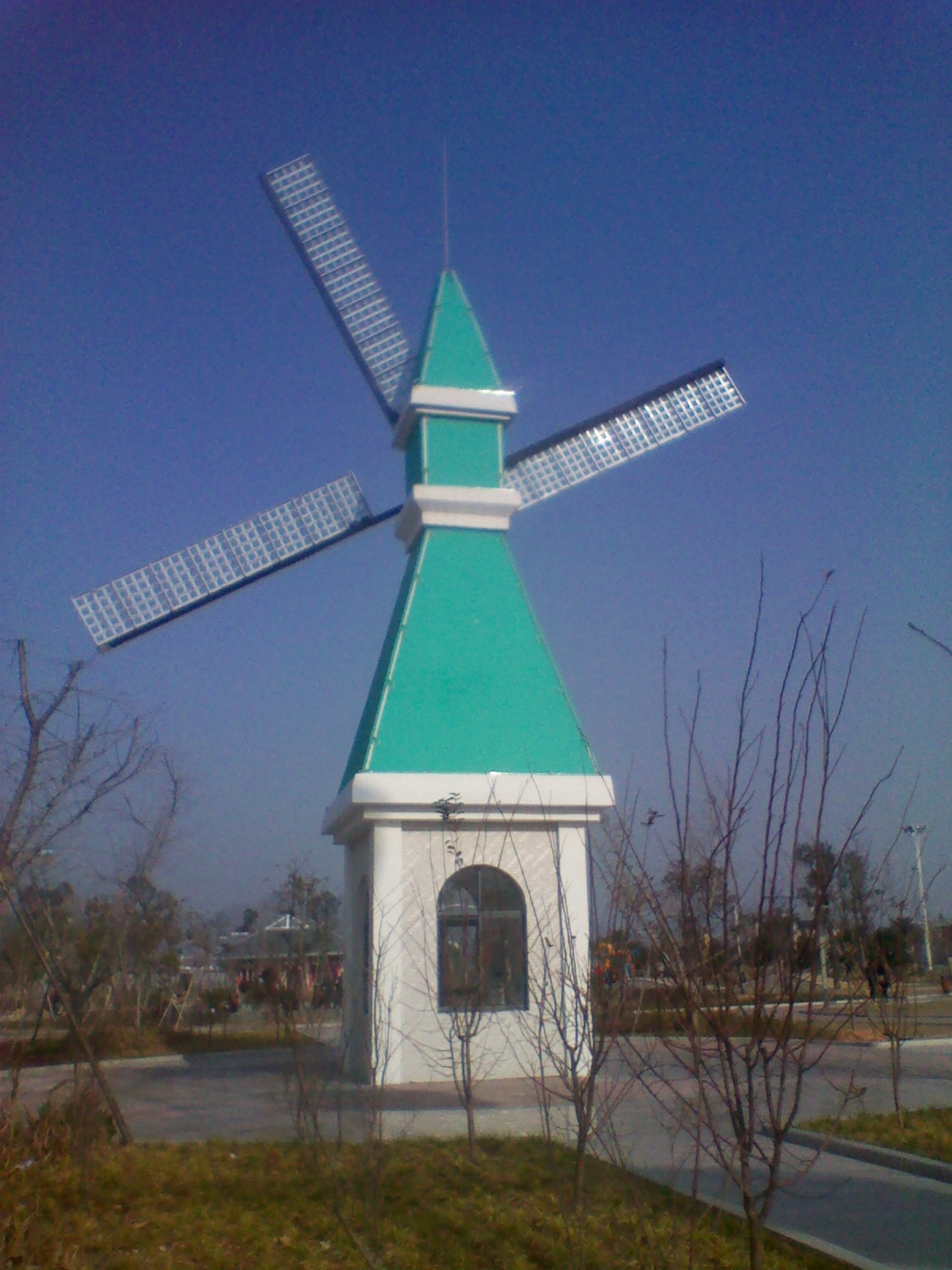
福宁文化公园里的风车

公园入口和园内有浮雕墙，以浮雕的形式描述了霞浦县的文化和历史。公园内还建有游乐场、荷兰风车、音乐喷泉等设施；园中心有记载着霞浦建县1700多年历史的石雕印记长廊，并立有霞浦县各代名人的铜制雕塑。